# بلا حدود (فلم مغربي)
بلا حدود هو فيلم تلفزيوني مغربي من إخراج نسيم عباسي سنة 2008، وبطولة كل من عالية الركاب، عبد الرحيم التونسي، يوسف الجندي، عبد الله العمراني، جميلة الهوني، فهد بنشمسي، وآخرون.
ويقول المخرج نسيم عباسي عن الفيلم:«أردت تصحيح بعض الكليشيهات أو الصور النمطية الشائعة في مجتمعنا والتي ليست بالضرورة صحيحة، رغبت في أن أوضح أن الفتاة المحجبة ليست متطرفة، وأنه قد تكون لها حياتها العاطفية ومشاعرها مثل الباقين»، ويضيف:«في الوقت نفسه أردت أن أقول إن المحجبة وغير المحجبة يمكن أن تكونا صديقتين لأن مسألة الحجاب هي قناعة وحرية شخصية، وهو ما أظهرته من خلال شخصيتي البطلة يسرا وصديقتها أسماء».

## القصة
يحكي الفيلم قصة «يسرا»، وهي شابّة ريفية تعيش وحيدة مع والدها بعد وفاة أمها، وتعمل في ناد رياضي، تتعرف على شاب يُبدي لها الالتزام والجدية، فتقتنع به زوجا، وفي اليوم الذي يأتي فيه إلى بيتها للتعرف على والدها تفاجأ بأصدقائه المجرمين يهاجمون بيتها ويخبرونها، فيظهر أن له ماضياً خطيراً في الإجرام وتجارة المخدرات، مما يدخلها في متاهة مع العصابة التي كان يعمل معها خطيبها، ويُعرّض حياتها هي ووالدها للخطر. من جهة أخرى، تتعرض يسرا لملاحقات الشرطة بعد أن كانت شاهدة على جرائم قتل ارتكبها أفراد العصابة أمام ناظريها، وتتوالى الأحداث لتثبت يسرا تفوقها في فنون القتال، وهي المهارة التي تساعدها على الإفلات من عدد من الأخطار.

## وصلات خارجية
- بلا حدود على موقع IMDb (الإنجليزية)
- بلا حدود على موقع قاعدة بيانات الفيلم (الإنجليزية)
- بلا حدود على موقع ليتربوكسد (الإنجليزية)